# Earl W. Wallace
Earl W. Wallace (* 23. Oktober 1942; † 12. Mai 2018) war ein US-amerikanischer Drehbuchautor, der bei der Oscarverleihung 1986 zusammen mit Pamela Wallace und William Kelley den Oscar für das beste Originaldrehbuch für Der einzige Zeuge (1985) von Peter Weir erhielt.

## Leben
Wallace begann Mitte der 1970er Jahre als Drehbuchautor und war insbesondere als Autor für Fernsehserien wie Rauchende Colts (1974 bis 1975) und Bronk (1976) tätig. Für das Drehbuch zur Mini-TV-Serie Durch die Hölle nach Westen (1979) gewann er gemeinsam mit Calvin Clements Sr. und John Mantley den Spur Award der Western Writers of America für das beste Fernsehdrehbuch. Er schrieb auch die Drehbücher zu zwei der insgesamt fünf Fernsehfilme zu Rauchende Colts: Der letzte Apache (1990) und Faustrecht des Westens (1992).
Für das Drehbuch zu Der einzige Zeuge (1985) von Peter Weir erhielt er 1986 zusammen mit Pamela Wallace und William Kelley sowohl den Oscar für das beste Originaldrehbuch als auch den Edgar Allan Poe Award und den Preis der Writers Guild of America (WGA Award) für das beste Filmdrehbuch. Daneben war er mit William Kelley auch für den BAFTA Award (Bestes Originaldrehbuch) sowie den Golden Globe Award für das Beste Filmdrehbuch nominiert.
Später war er wieder überwiegend als Drehbuchautor bei Fernsehproduktionen tätig wie bei den Filmen Haus der stummen Schreie (1996) von Cher und Nancy Savoca und Hilfe, ich habe eine Familie! (1997) von Ted Kotcheff sowie der Fernsehserie Feuersturm und Asche (1988 bis 1989), der Fortsetzung der Serie Der Feuersturm.